# So ein Theater! (1934)
So ein Theater! ist ein Kurzfilm mit Karl Valentin und Liesl Karlstadt aus dem Jahr 1934.

## Handlung
In einem Lokal spielt ein kleines Orchester, und während der Pause diskutiert der Kapellmeister mit einem seiner Musiker, der zunächst die Trompete geblasen hat und dann zur Violine greift, um mit dem Orchester den Auftritt einer Sängerin zu begleiten. Der Vorhang klemmt jedoch, weil die Schnur abgerissen ist. Ein Tapezierer soll sich um die Reparatur des Vorhangs kümmern, da hebt sich der Vorhang ein Stück, und die Sängerin beginnt zu singen. Während sie singt, erscheint der Tapezierer mit einer Leiter auf der Bühne und versucht geräuschvoll mit einem Hammer, den Vorhang zu reparieren. Die Perücke der Sängerin bleibt am Geigenbogen hängen, dennoch setzt sie ihren melancholischen Gesang bis zum Ende fort. Danach tritt der Geiger versehentlich dem Souffleur auf die Hand, doch seine Schadenfreude endet, als er beim Aufheben des umgefallenen Notenständers seine Geige zerbricht.

## Titel
Der Film lief auch unter dem Titel Vorstadttheater.